# فاصله قمری

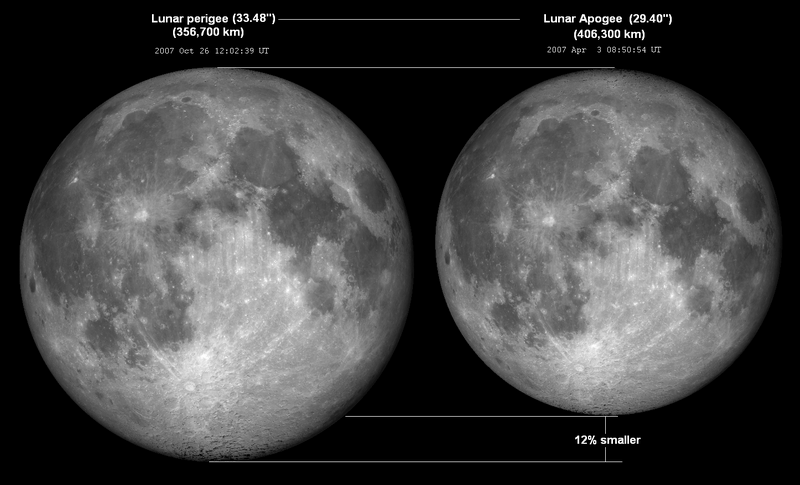
مقایسهٔ فاصلهٔ قمری در حضیض و اوج

در اخترشناسی فاصلهٔ قمری (به انگلیسی: Lunar distance) برابر با اندازهٔ فاصلهٔ زمین تا ماه است. میانگین فاصلهٔ ماه تا زمین ۳۸۴٬۴۰۰ کیلومتر (۲۳۸٬۹۰۰ مایل).می‌باشد. یک واحد نجومی با ۳۸۹ فاصلهٔ قمری برابر است. فاصلهٔ واقعی در سراسر مدت زمان گردش ماه از ۳۶۳٬۱۰۴ کیلومتر (۲۲۵٬۶۲۲ مایل) در حضیض و ۴۰۵٬۶۹۶ کیلومتر (۲۵۲٬۰۸۸ مایل) در نقطهٔ اوج متغیر است که تفاضل آن‌ها برابر ۴۲٬۵۹۲ کیلومتر (۲۶٬۴۶۵ مایل) است.
با اندازه‌گیری مدت زمان رفت و برگشت نور بین ایستگاه‌های سنسور لیدار در روی زمین وپس بازتابگرهای قرار گرفته در روی ماه فاصلهٔ قمری با دقت بالایی اندازه‌گیری شده‌است. اطلاعات مربوط به آزمایش فاصله سنجی لیزری قمری از مرکز تجزیه و تحلیل فاصلهٔ قمری رصدخانه پاریس و ایستگاه‌های فعال قابل دسترسی است.
چنانکه آزمایش فاصله سنجی لیزری قمری نشان داده است؛ ماه با حرکت مارپیچی به دور زمین با آهنگ سالانه ۳٫۸ سانتی‌متر (۱٫۵ اینچ) در حال دور شدن از زمین است. که این مقدار آهنگ دور شدن به‌طور غیرعادی زیاد است. به‌طور تصادفی ضخامت گوشه‌های مکعب در پس بازتابگرهای روی ماه هم ۳٫۸ سانتی‌متر (۱٫۵ اینچ) است.
سرعت افزایش فاصلهٔ ماه از زمین در طول تاریخ تغییر کرده‌است.
نخستین کسی که فاصلهٔ ماه را از زمین اندازه گرفت، ابرخس ستاره‌شناس و جغرافیدان قرن دوم پیش از میلاد بود؛ که با استفاده از مثلثات ساده از اختلاف منظر قمری بهره‌برداری کرد. عددی که او با درصد خطای ۶٫۸٪ بدست آورد تقریباً ۲۶٬۰۰۰ کیلومتر با مسافت واقعی تفاوت داشت.
کاتالوگ اشیا نزدیک زمین ناسا شامل فاصله خرده سیاره‌ها و ستاره‌های دنباله‌دار است که با فاصله قمری اندازه‌گیری شده‌است.

سراسرنمای فاصله ماه تا زمین

پویانمایی حرکت بخش روشن ماه از دید زمین

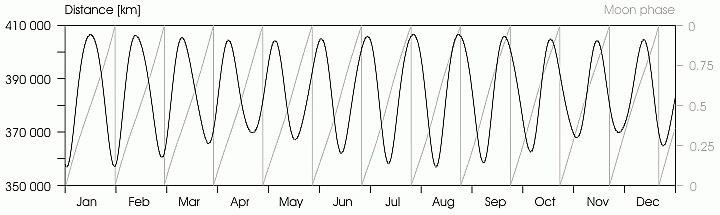
مسافت ماه از زمین و گام‌های ماه در سال ۲۰۱۴ گام‌های ماه: ۰(۱) ماه نو - ۰٫۲۵ تربیع اول (یک چهارم نخست) - ۰٫۵ بدر یا ماه تمام - ۰٫۷۵ تربیع دوم (یک چهارم دوم)